# Eva Dobiášová
Eva Dobiášová, coniugata Škutinová e successivamente Křížová (Praga, 25 dicembre 1933 – 2024), è stata una cestista cecoslovacca.

## Carriera
Con la Cecoslovacchia disputò due edizioni dei Campionati mondiali (1957, 1959) e tre dei Campionati europei (1954, 1956, 1958).